# Xerachistus mundus
Xerachistus mundus är en tvåvingeart som först beskrevs av Friedrich Hermann Loew 1863.  Xerachistus mundus ingår i släktet Xerachistus och familjen svävflugor. Inga underarter finns listade i Catalogue of Life.